# Дьяков, Александр Зиновьевич
Алекса́ндр Зино́вьевич Дья́ков (1892, Марьинская, Ставропольский край — 1959, Сочи, Краснодарский край) — терский казак, участник Первой мировой войны и Гражданской войны в России, кавалер ордена боевого Красного Знамени (1919).

## Биография
Член РКП(б) с 1918 года. Делегат I — V съездов народов Терека. В 1918 году был избран членом военной секции Пятигорского казачьего Совета. Был редактором газеты «Терский трудовой казак».
В сентябре 1918 года стал председателем Военно-революционного совета станиц Сунженской линии. Тогда же организовал и возглавил сунженскую Красную армию («Советские войска Сунженской линии») численностью до 7 тысяч человек, состоявшую главным образом из терских казаков. Под его руководством казаки в октябре 1918 года начали совместно с Чеченской Красной армией, которой командовал Асланбек Шерипов, наносить удары по тылам войск Георгия Бичерахова, осаждавшими Грозный. 12 ноября того же года благодаря совместным усилиям рабочих отрядов, оборонявших город, Чеченской Красной армии и терских казаков осада была снята.
В январе 1919 года стал членом комитета обороны Терской области. В декабре 1919 — марте 1920 годов был начальником штаба и председателем партийного комитета повстанческого Дербентского фронта.
В последующие годы Дьяков работал партийным функционером. В 1937 году был репрессирован. На момент начала Великой Отечественной войны работал заведующим технической библиотекой на железнодорожной станции Сочи. Эвакуировался в Грузию. После окончания войны вернулся в Сочи, где и скончался в 1959 году.
В годы войны вёл дневник, который был позже введён в научный оборот.
Автор книги воспоминаний о Гражданской войне на Кавказе «Борьба сунженских казаков за Советскую власть в 1918—1920 годах».
В 1966 году одной из улиц Грозного было присвоено имя Дьякова.